# GE Capital
GE Capital är en av de fyra enheterna i General Electric,. Enheten har tidigare varit ett självständigt bolag men återfördes till huvudbolaget i juli 2008.
GE Capital består av fem underenheter:
- GE Aviation Financial Services
- GE Commercial Finance
- GE Energy Financial Services
- GE Money (sammanslagn med GE Consumer Finance)
- GE Treasury.

Dessutom finns GE Capital Solutions som är en global finansiell aktör som erbjuder olika typer av finansieringslösningar för företag, såsom leasing, avbetalning och lån. Bolaget finansierar alltifrån fordon, kontors- och IT-utrustning, entreprenad-, skogs- och tillverkningsmaskiner till flygplan och i vissa fall hela lagerverksamheter. GE Capital Solutions finns i 15 europeiska länder och den nordiska verksamheten består av bolag i Sverige, Norge, Danmark och Finland. Huvudkontoret ligger i Solna kommun, Stockholm.